# Narcissus infundibulum
Narcissus infundibulum är en amaryllisväxtart som beskrevs av Jean Louis Marie Poiret. Narcissus infundibulum ingår i släktet narcisser, och familjen amaryllisväxter. Inga underarter finns listade i Catalogue of Life.